# Doctor Who (17.ª temporada clássica)
A décima sétima temporada clássica da série de televisão britânica de ficção científica Doctor Who estreou em 1 de setembro de 1979 com o serial Destiny of the Daleks e terminou em 12 de janeiro de 1980 com The Horns of Nimon. Estrelou Tom Baker como o Quarto Doutor, Lalla Ward como Romana II e David Brierley como a voz de K-9. O último serial planejado, Shada, deixou de ser exibido por conta de uma greve na BBC que impossibilitou a conclusão de suas filmagens.

## Elenco

### Principal
- Tom Baker como o Quarto Doutor
- Lalla Ward como Romana II
- David Brierley como a voz de K-9

### Convidados
David Gooderson como Davros

## Seriais
| História | Serial | Título                    | Dirigido por      | Escrito por                                                 | Exibição original                                                                      | Cód. de produção | Audiência no Reino Unido (milhões) | AI      |
| --- | ------ | ------------------------- | ----------------- | ----------------------------------------------------------- | -------------------------------------------------------------------------------------- | ---------------- | ---------------------------------- | ------- |
| 104 | 1      | Destiny of the Daleks     | Ken Grieve        | Terry Nation                                                | 1 de setembro de 19798 de setembro de 197915 de setembro de 197922 de setembro de 1979 | 5J               | 13,012,713,814,4                   | 67—6364 |
| A TARDIS deixa o Doutor e Romana em um planeta estranhamente familiar. Lá, eles encontram os androides Movellans, que estão presos em uma guerra com os Daleks. O planeta é Skaro, e em um bunker fica um inimigo há muito esquecido - Davros, o criador dos Daleks. |        |                           |                   |                                                             |                                                                                        |                  |                                    |         |
| 105 | 2      | City of Death             | Michael Hayes     | David Agnew (Douglas Adams, Graham Williams e David Fisher) | 29 de setembro de 19796 de outubro de 197913 de outubro de 197920 de outubro de 1979   | 5H               | 12,414,115,416,1                   | —64—64  |
| Em Paris em 1979, o alienígena Scaroth pretende apagar a história humana salvando seu colega Jagaroth 400 milhões de anos no passado. |        |                           |                   |                                                             |                                                                                        |                  |                                    |         |
| 106 | 3      | The Creature from the Pit | Christopher Barry | David Fisher                                                | 27 de outubro de 19793 de novembro de 197910 de novembro de 197917 de novembro de 1979 | 5G               | 9,310,810,29,6                     | —67—    |
| No planeta Chloris, o Doutor e Romana logo se vêem envolvidos em uma longa e secreta inimizade entre a Senhora Adrasta, que governa o planeta com medo, e a misteriosa Criatura que ela mantém em um abismo. |        |                           |                   |                                                             |                                                                                        |                  |                                    |         |
| 107 | 4      | Nightmare of Eden         | Alan Bromly       | Bob Baker                                                   | 24 de novembro de 19791 de dezembro de 19798 de dezembro de 197915 de dezembro de 1979 | 5K               | 8,79,69,4                          | —65     |
| A TARDIS aterrissa no local de uma colisão hiperespacial entre duas espaçonaves - como resultado, nenhuma das duas é dimensionalmente estável, arriscando a vida de todos a bordo. |        |                           |                   |                                                             |                                                                                        |                  |                                    |         |
| 108 | 5      | The Horns of Nimon        | Kenny McBain      | Anthony Read                                                | 22 de dezembro de 197929 de dezembro de 19795 de janeiro de 198012 de janeiro de 1980  | 5L               | 6,08,89,810,4                      | —67     |
| Depois de colidir com uma espaçonave, o Doutor, Romana e K9 aprendem que jovens nativos de um planeta pacífico chamado Aneth estão sendo transportados para um grande labirinto chamado "Complexo de Poder". |        |                           |                   |                                                             |                                                                                        |                  |                                    |         |
| — | 6      | Shada                     | Pennant Roberts   | Douglas Adams                                               | Não exibido                                                                            | 5M               | —                                  | —       |
| A história gira em torno do planeta perdido Shada, no qual os Senhores do Tempo construíram uma prisão para futuros conquistadores do universo derrotados . Skagra, um aspirante a conquistador do universo, precisa da ajuda de um dos prisioneiros da prisão, mas descobre que ninguém sabe onde Shada está, a não ser um Senhor do Tempo que se retirou para a Terra. |        |                           |                   |                                                             |                                                                                        |                  |                                    |         |

## Lançamentos em DVD
| História | Número e duração dos episódios      | Data de lançamento na Região 2 | Data de lançamento na Região 4 | Data de lançamento na Região 1 |
| --- | ----------------------------------- | ------------------------------ | ------------------------------ | ------------------------------ |
| Destiny of the Daleks Disponível individualmente ou no box The Complete Davros Collection nas Regiões 2 e 4.. Apenas disponível individualmente na Região 1. | 4 × 25 min.                         | 26 de novembro de 2007         | 6 de fevereiro de 2008         | 4 de março de 2008             |
| City of Death | 4 × 25 min.                         | 7 de novembro de 2005          | 1 de dezembro de 2005          | 8 de novembro de 2005          |
| The Creature from the Pit | 4 × 25 min.                         | 3 de maio de 2010              | 1 de julho de 2010             | 7 de setembro de 2010          |
| Nightmare of Eden | 4 × 25 min.                         | 2 de abril de 2012             | 3 de maio de 2012              | 8 de maio de 2012              |
| The Horns of Nimon Apenas disponível como parte do box Myths and Legends nas Regiões 2 e 4.. Apenas disponível individualmente na Região 1.                  | 4 × 25 min.                         | 29 de março de 2010            | 3 de junho de 2010             | 6 de julho de 2010             |
| Shada Apenas disponível como parte do box The Legacy Box | 1 × 25 min. 4 × 18 min. 1 × 14 min. | 7 de janeiro de 2013           | 9 de janeiro de 2013           | 8 de janeiro de 2013           |
| Shada – versão animada | 1 x 138 min.                        | 4 de dezembro de 2017 (D,B)    | 10 de janeiro de 2018 (D,B)    | 4 de setembro de 2018          |

## Romantizações
| História                  | Título do romance                        | Autor          | Publicação             |
| ------------------------- | ---------------------------------------- | -------------- | ---------------------- |
| Destiny of the Daleks     | Doctor Who and the Destiny of the Daleks | Terrance Dicks | 20 de novembro de 1979 |
| City of Death             | City of Death                            | James Goss     | 21 de maio de 2015     |
| The Creature from the Pit | Doctor Who and the Creature from the Pit | David Fisher   | 15 de janeiro de 1981  |
| Nightmare of Eden         | Doctor Who and the Nightmare of Eden     | Terrance Dicks | 21 de agosto de 1980   |
| The Horns of Nimon        | Doctor Who and the Horns of Nimon        | Terrance Dicks | 16 de outubro de 1980  |
| Shada                     | Shada                                    | Gareth Roberts | 15 de março de 2012    |